# Nationaal park Golden Gate Hoogland
Het Nationaal park Golden Gate Hoogland is een Zuid-Afrikaans wildpark, gelegen in het Oost-Vrijstaatse bergland. Het park huisvest verschillende soorten, zoals het zwart wildebeest, de eland, springbok, blesbok en de steppezebra. Het park is vernoemd naar de gouden kleur die de zandstenen rotsen aannemen als de zon erop schijnt. De meest bekende rots is de Brandwagrots.

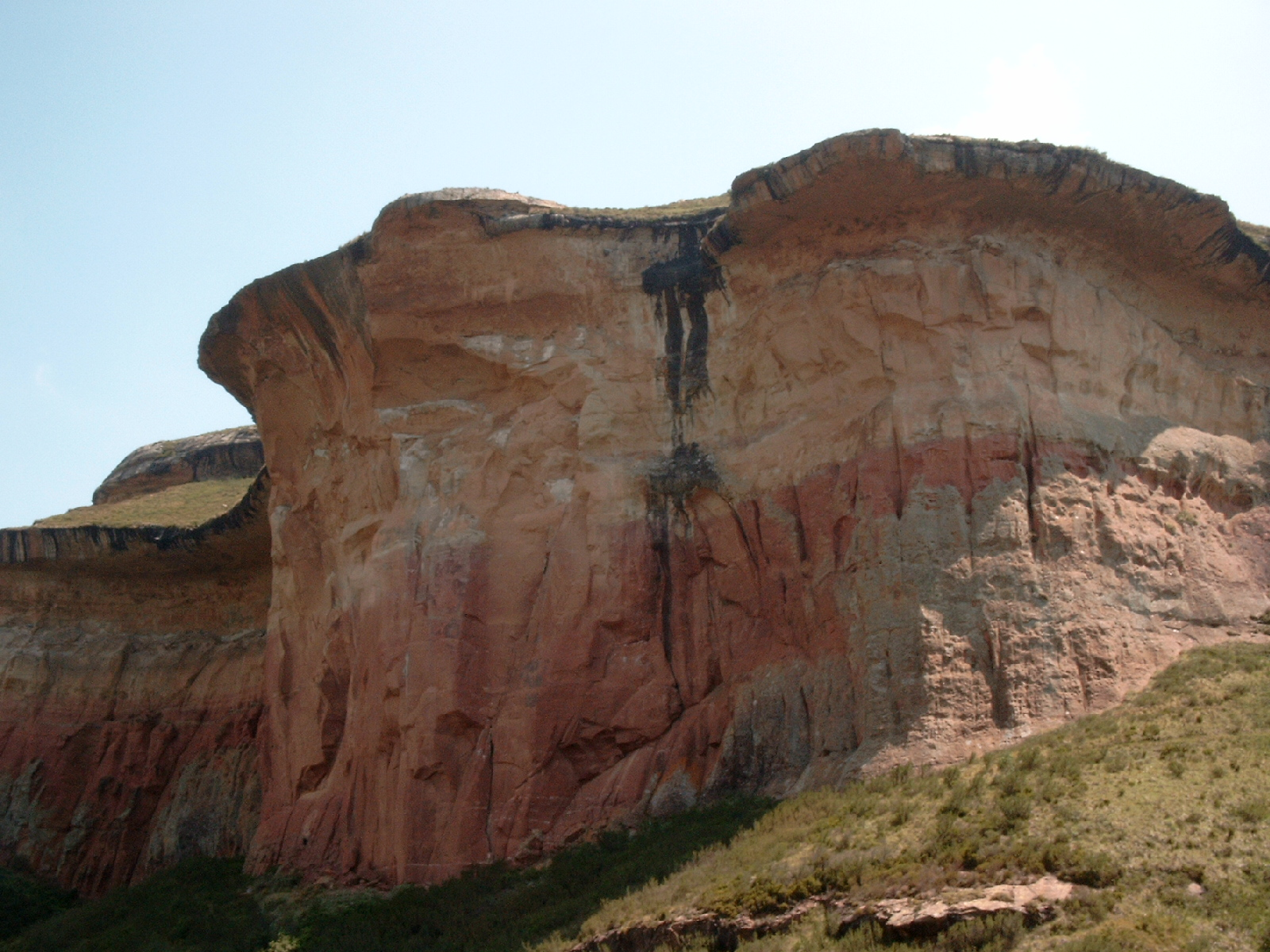
Zandstenen rots in Nationaal park Golden Gate

## Dieren

### Zoogdieren[1]

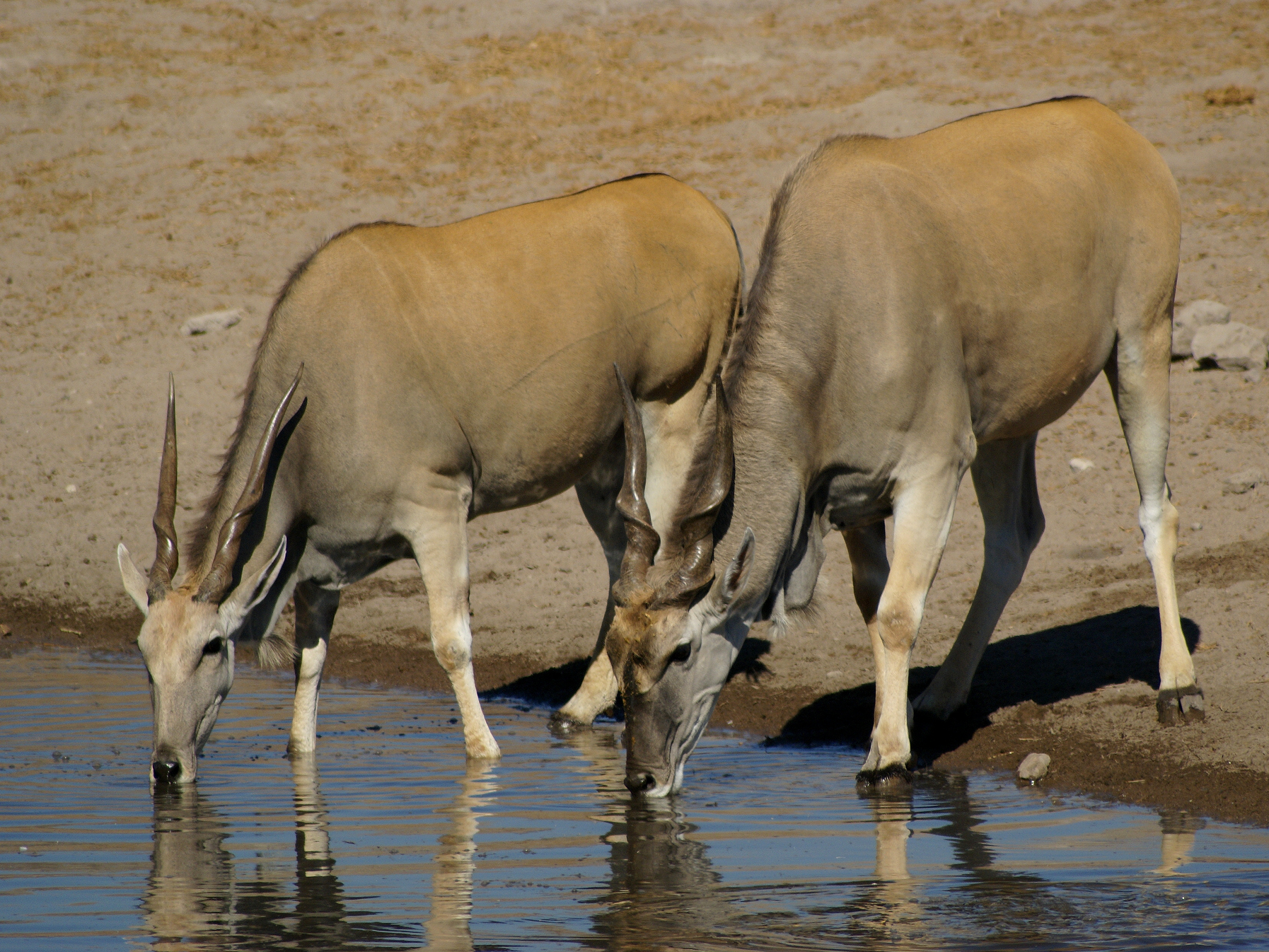
Elandantilopen
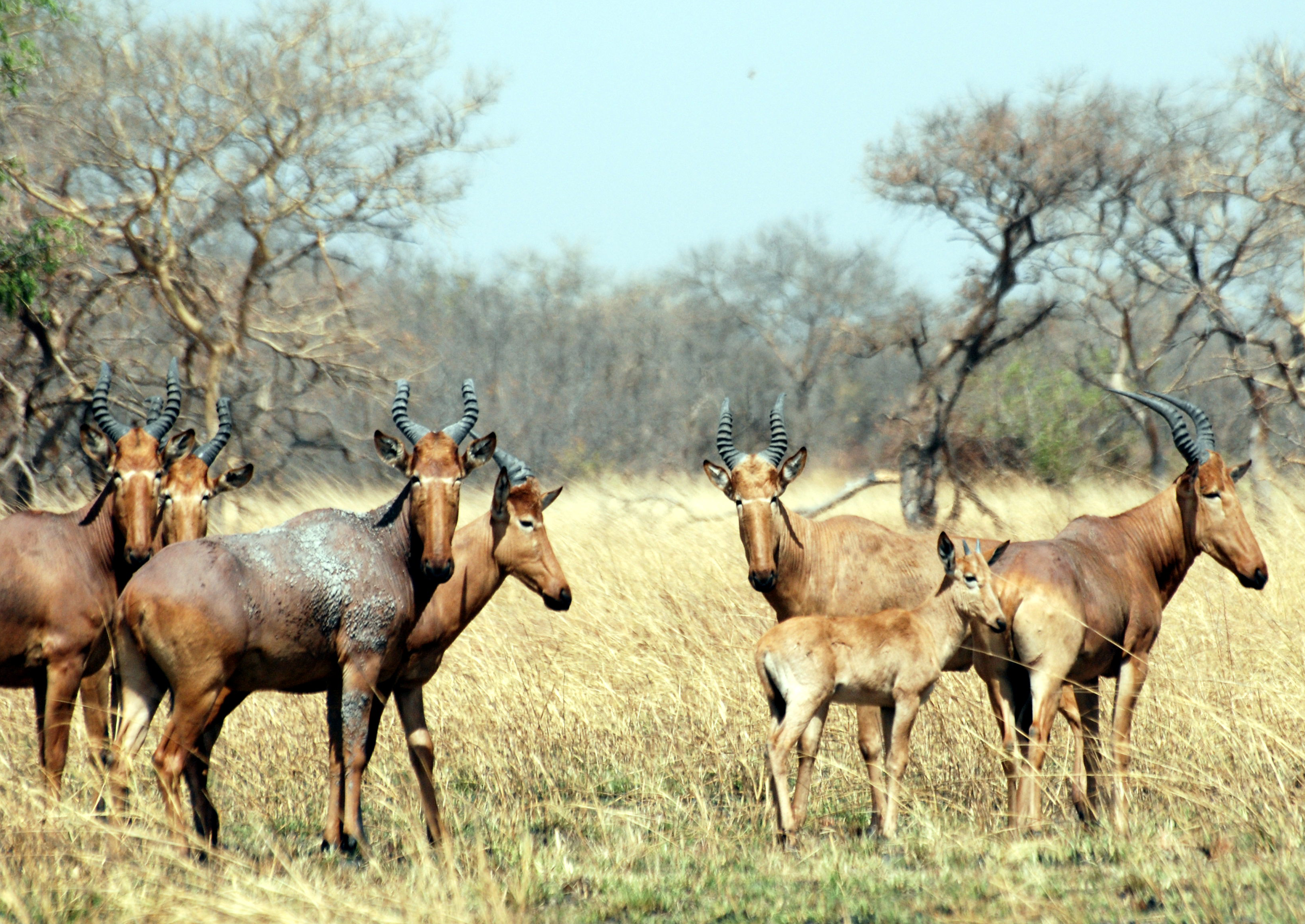
Hartenbeesten
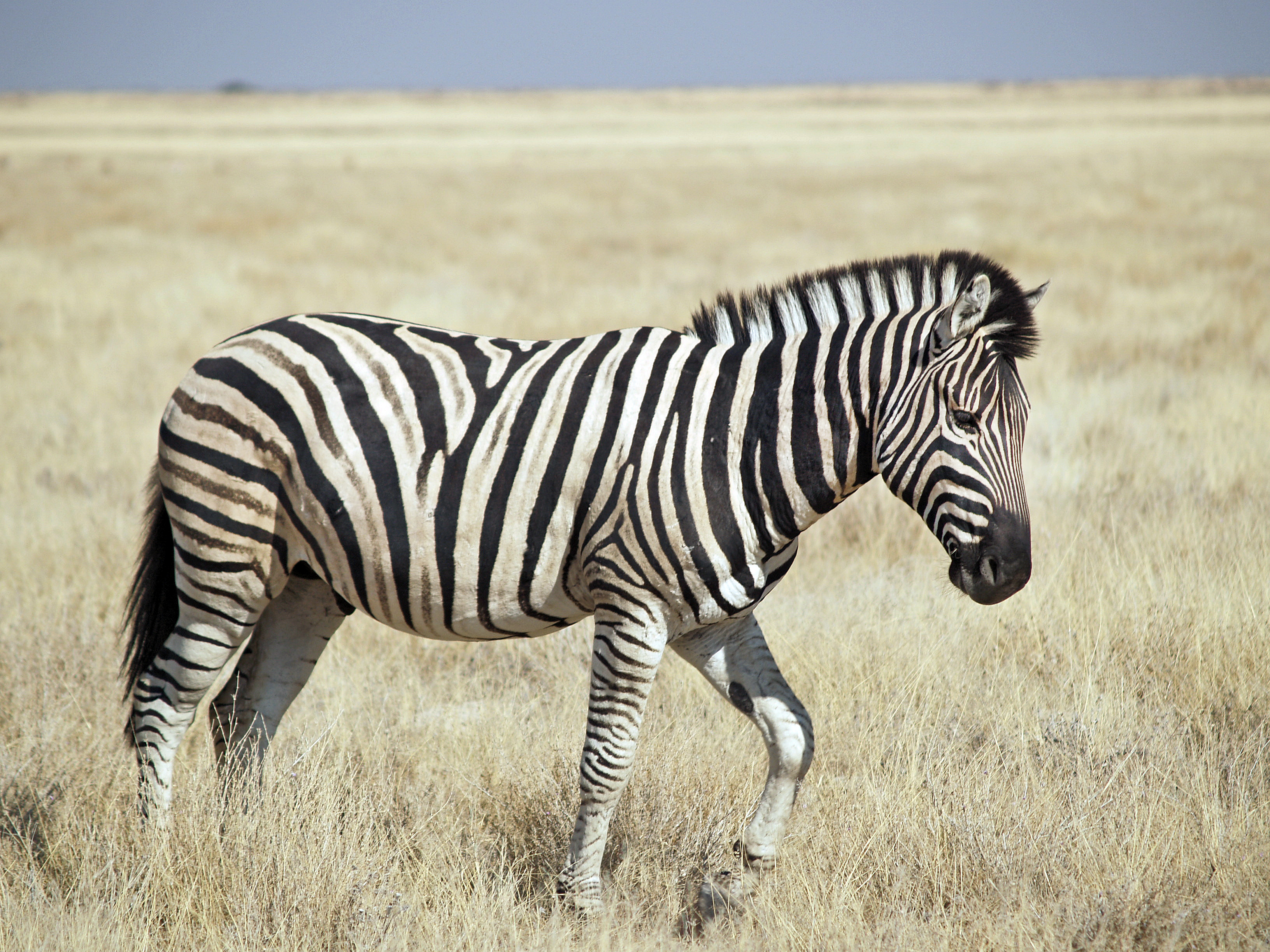
Steppezebra
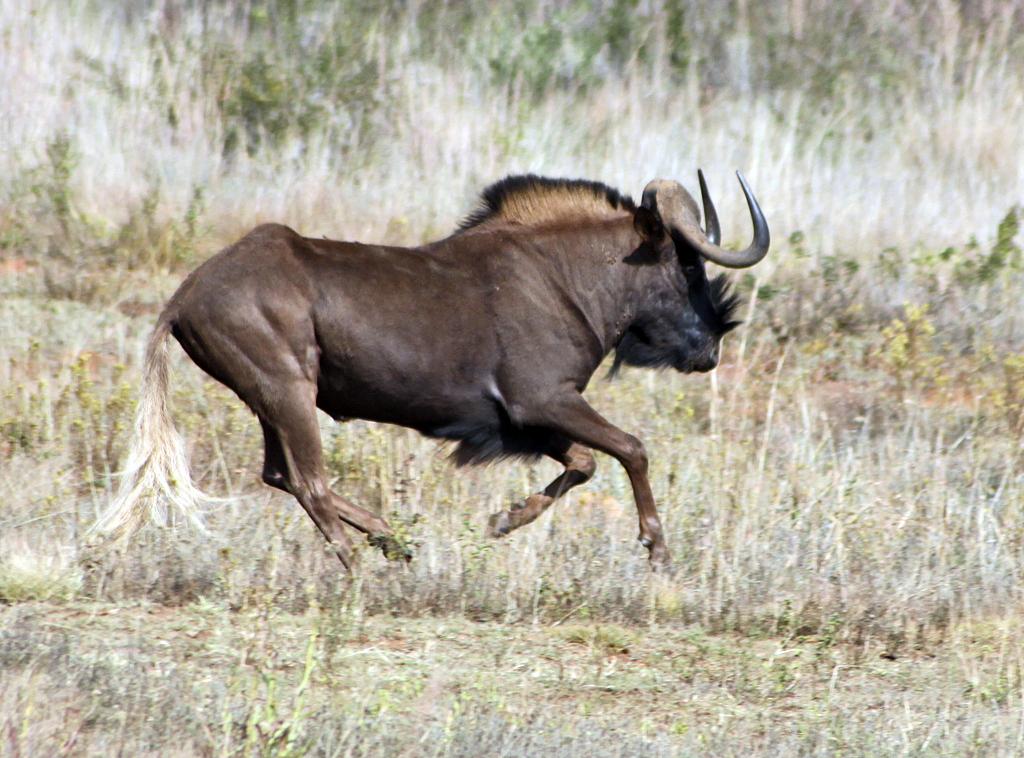
Witstaartgnoe
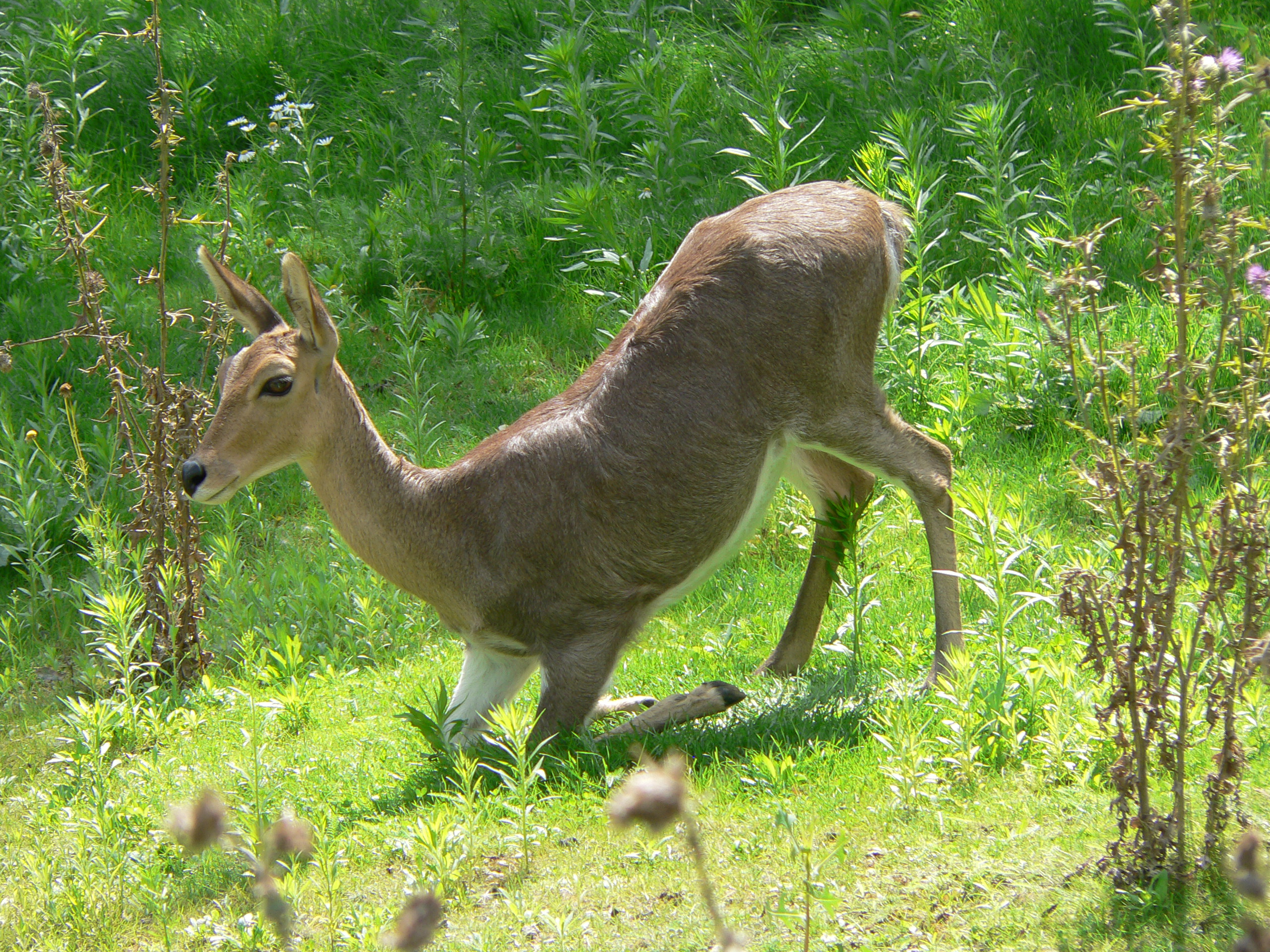
Bergrietbok
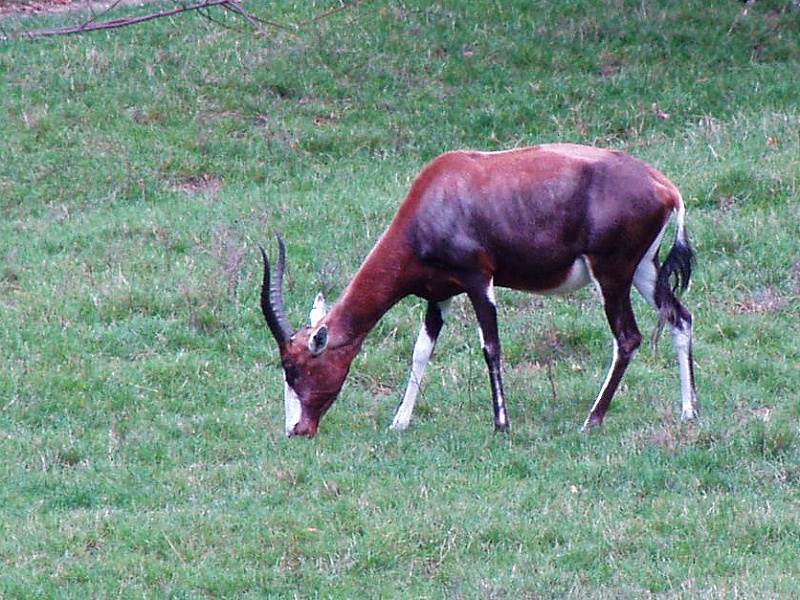
Blesbok
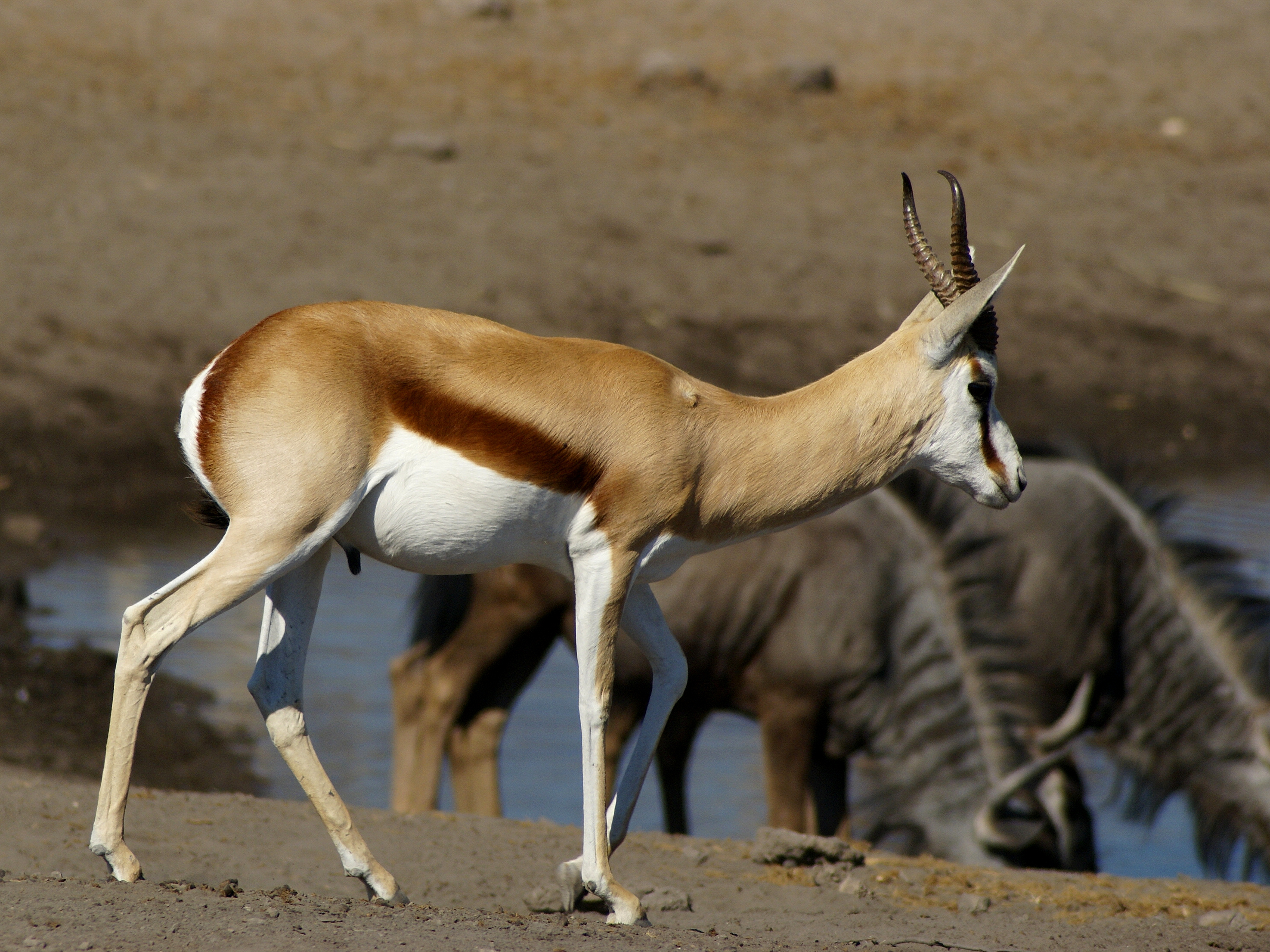
Springbok
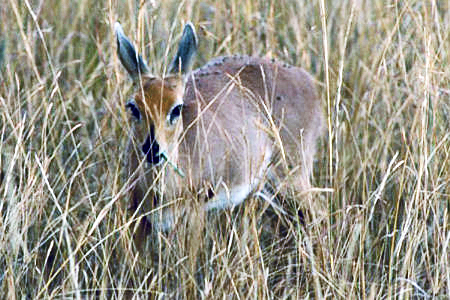
Oribi
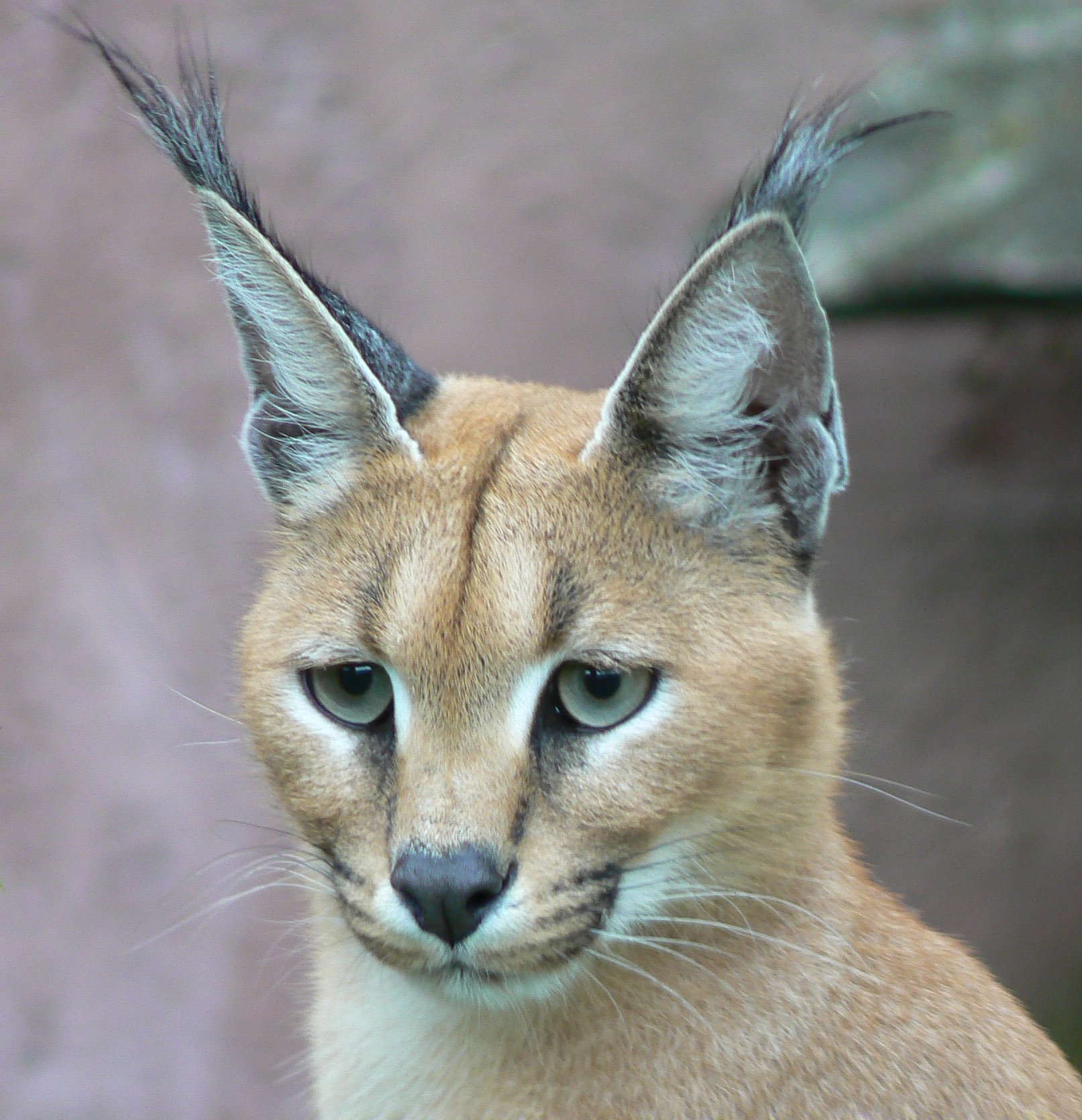
Caracal
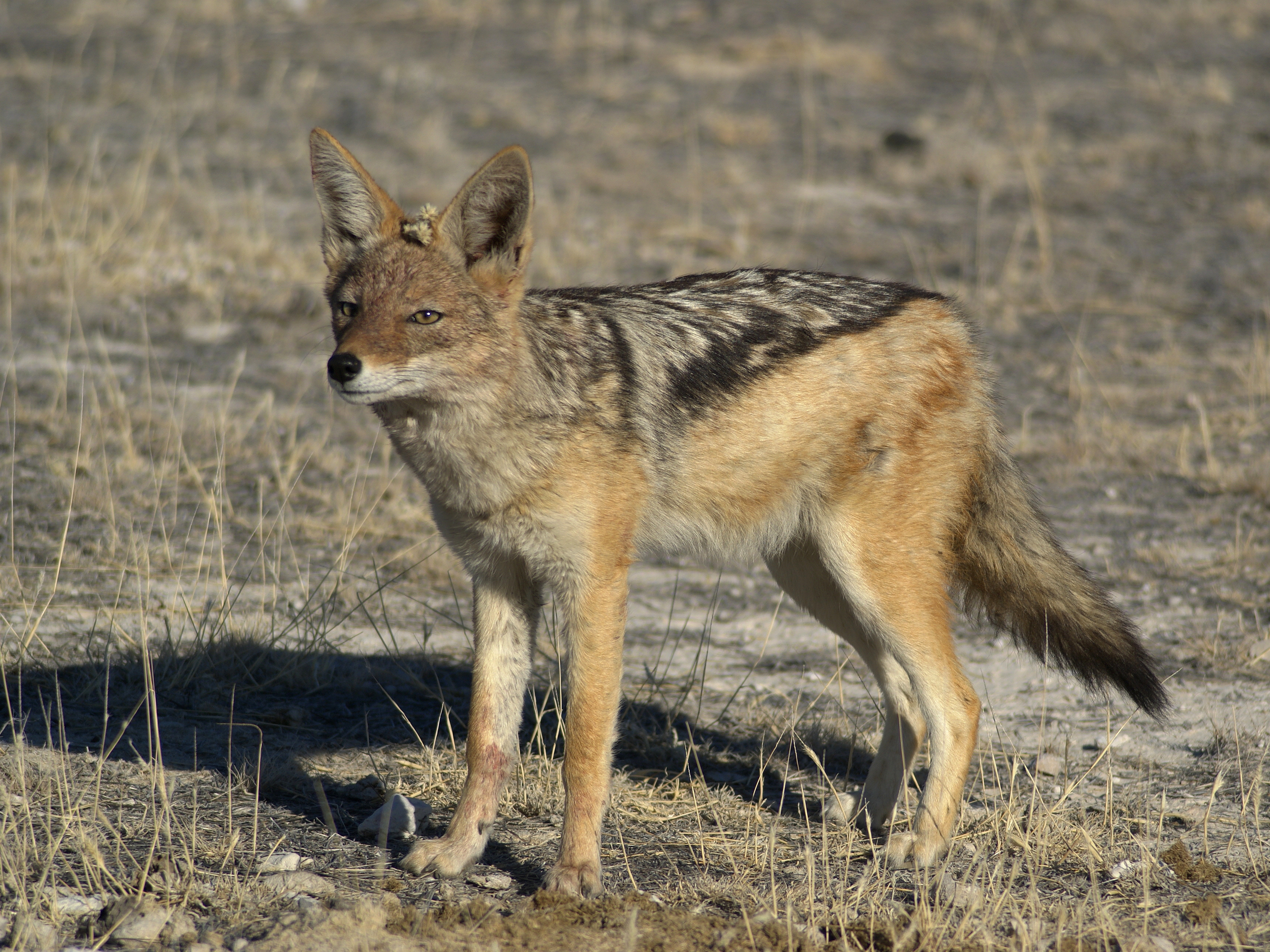
Zadeljakhals.

### Vogels

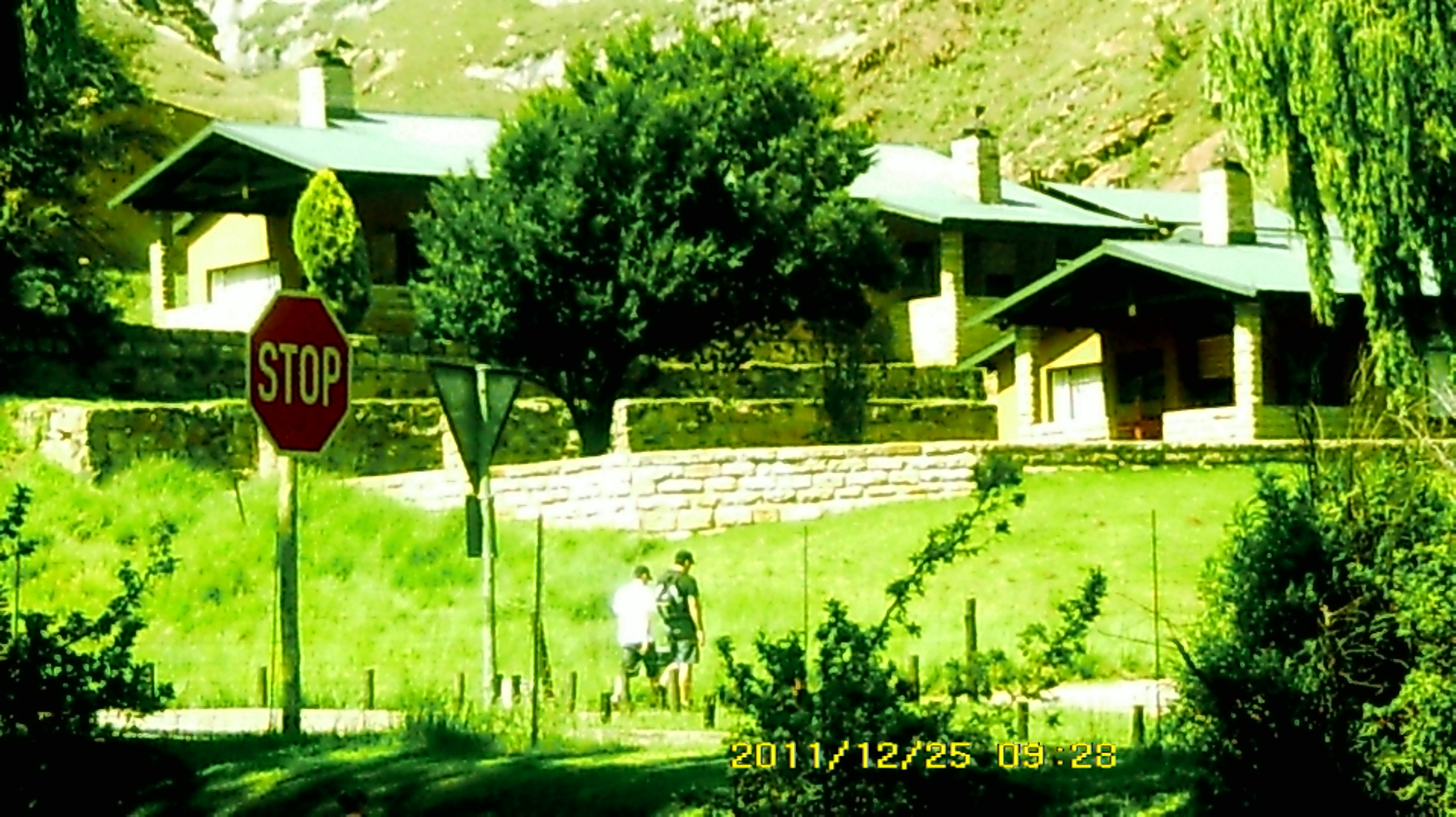
Glen Reenen rustkamp

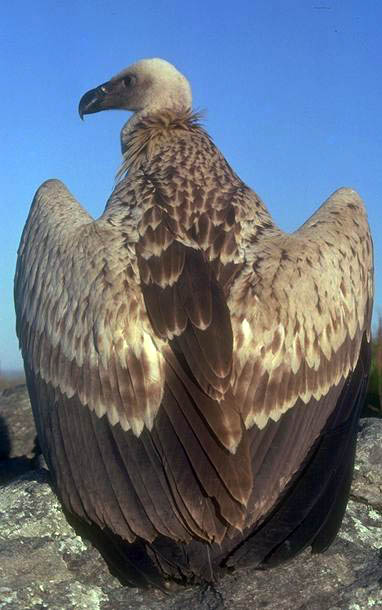
Kaapse gier
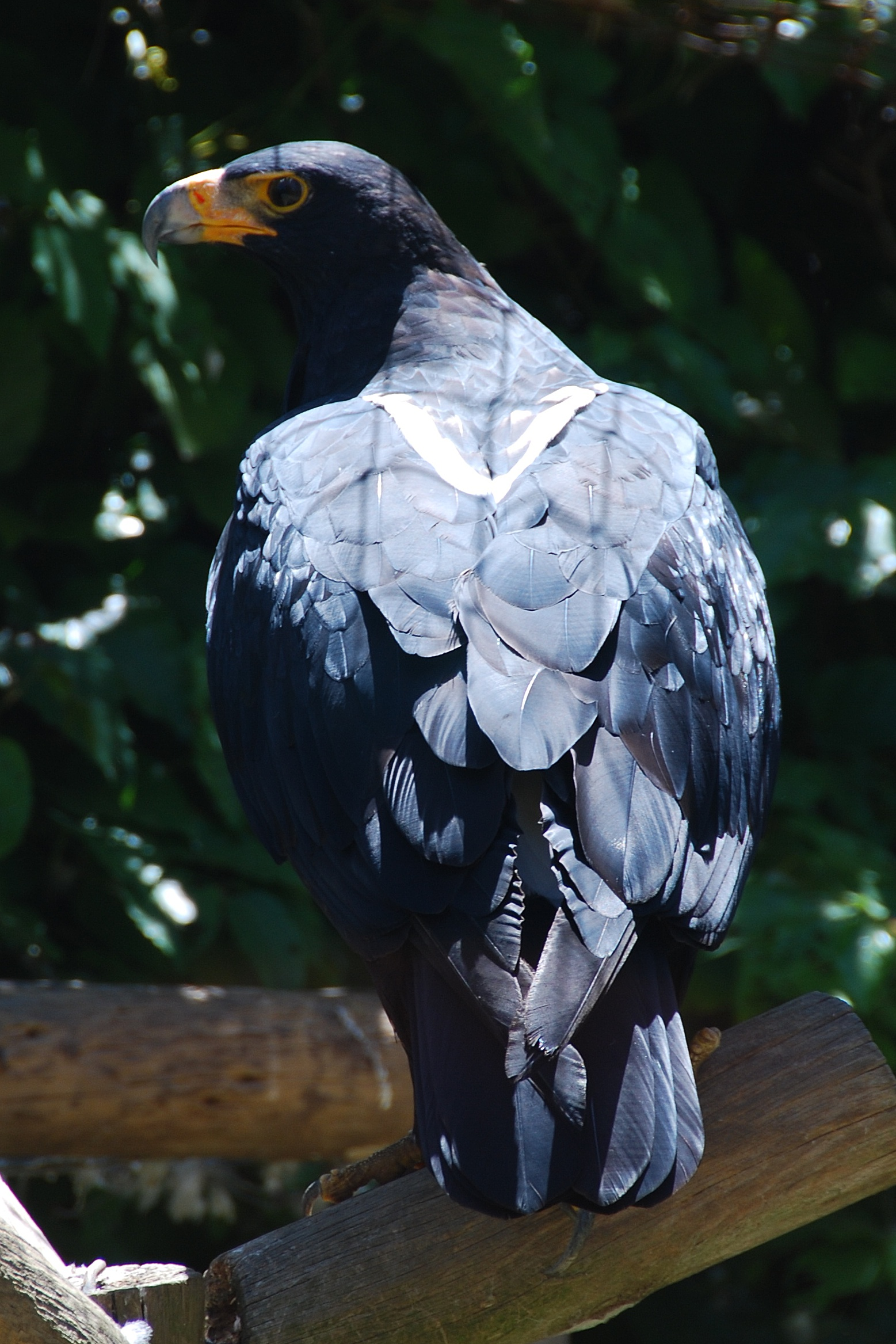
Zwarte arend
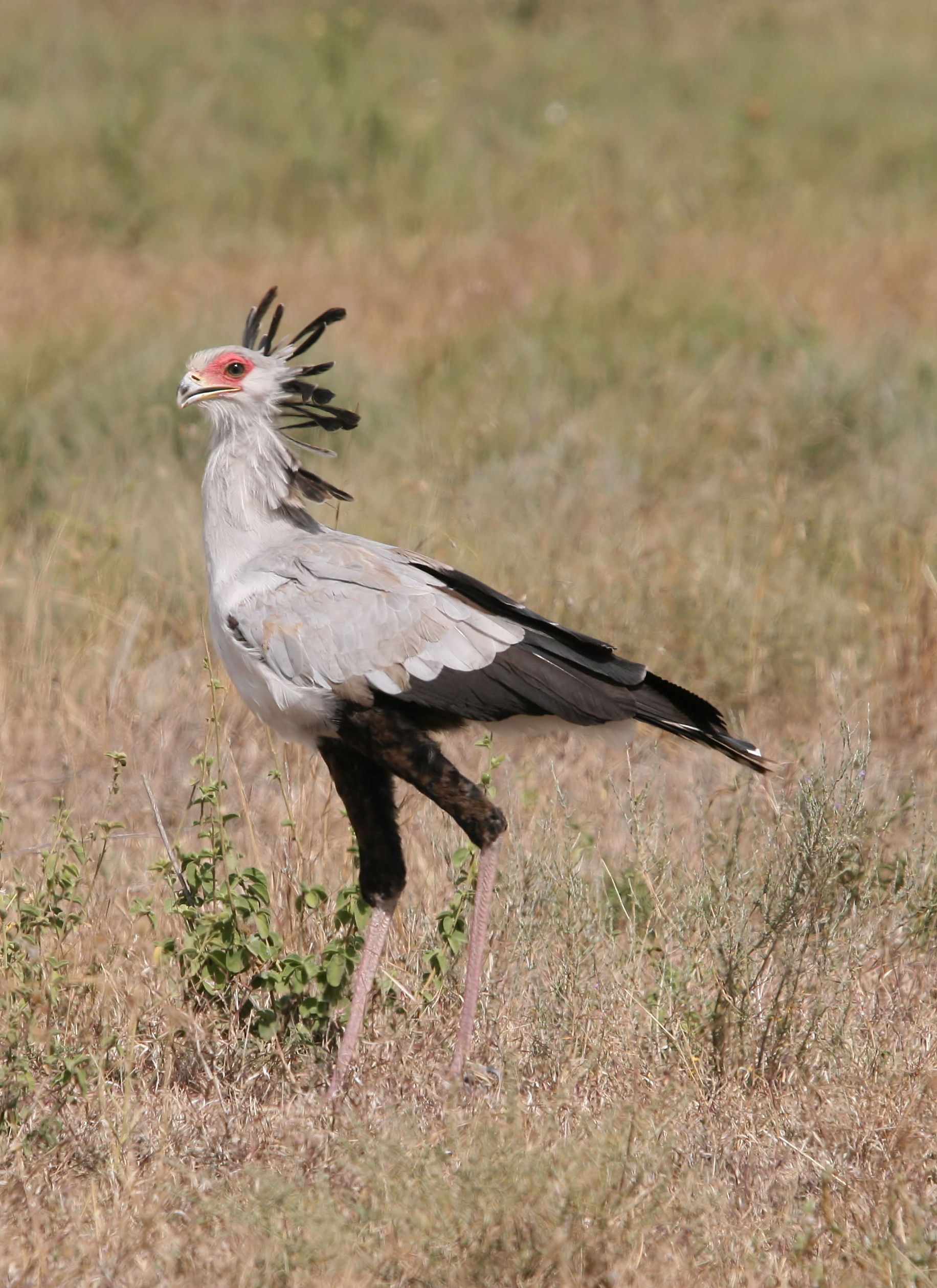
Secretarisvogel
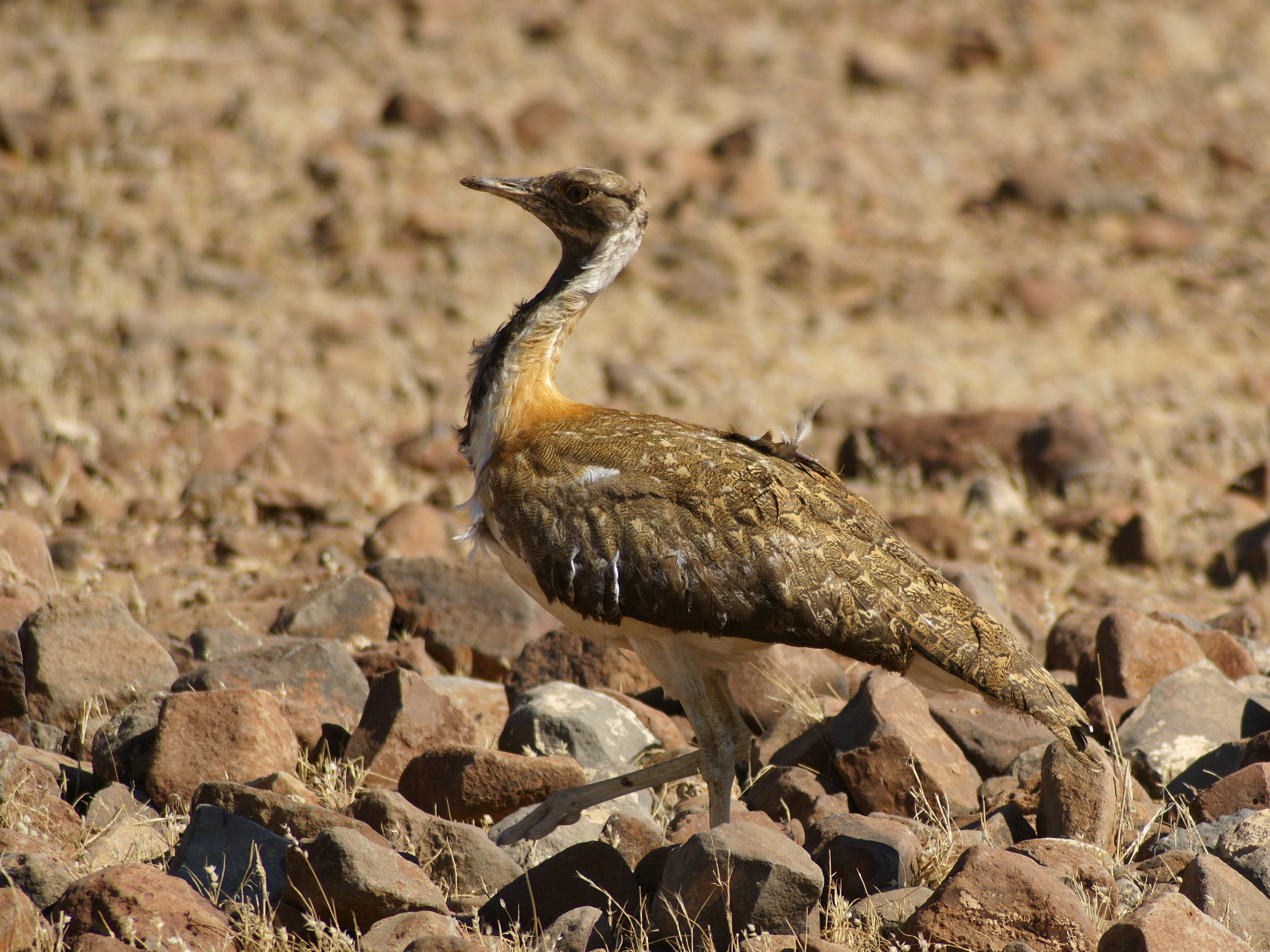
Ludwigs trap.

## Accommodatie & Bezoek
Het park is vrij te bezoeken, accommodatie is onder andere beschikbaar bij de Brandwag en Glen Reenen rustkampen alsook de Basotho Cultural Village. Bij Glen Reenen zijn rondawels, chalets, een karavaan en tentkamp, en een kleine winkel en tankstation. Het dichtstbijzijnde dorp vanaf het park is Clarens.
Addo Elephant ·
Agulhas ·
Ai-Ais/Richtersveld ·
Augrabies ·
Bergkwagga/Mountain Zebra ·
Bontebok ·
Tuinroete ·
Golden Gate Hoogland ·
Kamdeboo ·
Karoo ·
Kgalagadi ·
Kruger ·
Mapungubwe ·
Marakele ·
Meerkat ·
Mokala ·
Namakwa ·
Tafelberg ·
Tankwa Karoo ·
Weskus